# 尊満
足利 尊満（あしかが そんまん）は、室町時代前期から中期にかけての足利将軍家の一族。第3代将軍・足利義満の庶長子で、第4代将軍・足利義持と第6代将軍・足利義教の兄に当たる。青蓮院尊満、友山清師（ゆうざんせいし）とも呼ばれる。名前の「尊」の字は曽祖父の足利尊氏、「満」の字は父・義満より、それぞれ取ったものと思われる。

## 生涯
義満の長男で義持より5歳年上であるが、生母の加賀局の身分に問題があったためか、長男として遇されていない。義満は後継者とみなしておらず、明徳3年/元中9年（1392年）に青蓮院第18代尊道法親王の下に入室し、明徳4年（1393年）に出家し、後に法性寺座主に補された。応永10年（1403年）に青蓮院を出て伯父に当たる柏庭清祖のいる香厳院に入室する。ここで禅宗に帰依して友山清師と号し、清祖の後継者となった。しかし、この年の7月5日に尊道法親王が72歳で死去し、それに先立つ6月10日に弟の義円（足利義教）が青蓮院に入室していることから、尊満の青蓮院門跡継承を阻止する動きがあったとみられている。しかし、その背景に何があったのか、父の足利義満がこれに関与していたのかは全く不明である。
弟の義持が死去して後継者問題が起こると、弟の義円（足利義教）や大覚寺義昭、相国寺永隆、梶井義承らが候補に挙げられているにもかかわらず、尊満は年長者ながら候補から外された。義教の時代には香厳院主の地位にあった。
嘉吉元年（1441年）6月に義教が嘉吉の乱のために死去すると、弟の相国寺永隆、梶井義承と共に鹿苑院に身柄を移された。これは嘉吉の乱の首謀者である赤松満祐が足利直冬の子孫である義尊を擁立していたため、幕府が赤松氏や他の野心家らが義満の遺児を擁立するのを恐れてのこととされる。8月には相国寺住持の居公文を受けたが、入寺はしなかった。
死去するまで香厳院で過ごしたと言われるが、嘉吉元年（1441年）9月13日以後の記録は伝わっておらず、没年は不明である。